# ジャンニ・ヴェルサーチ
本名ジョバンニ・マリア・ヴェルサーチ(Giovanni Maria Versace)ことジャンニ・ヴェルサーチ（伊: Gianni Versace, 1946年12月2日 - 1997年7月15日）はイタリアのファッションデザイナー。

## 概要
ファッションブランドヴェルサーチの創業者。華やかで豪華、芸術的で装飾的なスタイルで知られている。また同時代にイタリア・ミラノを発として世界中のファッションを席巻したジョルジオ・アルマーニ (伊: Giorgio Armani)、ジャンフランコ・フェッレ (伊: Gianfranco Ferré) らと合わせて「ミラノの3G」とも呼ばれた。特にジョルジョ・アルマーニとは、正反対の作風と、ファッション界に大きな影響力を持つ者同士として、ライバルと目され、一時期はお互いに同日・同時刻にコレクションをぶつける事まであった。90年代のスーパーモデルブームの火付け役としても時代の大きな流れを牽引した。
舞台衣装のデザイナーとしても活躍し、友人であったエリック・クラプトンやダイアナ元妃、ナオミ・キャンベル、デュラン・デュラン、マドンナ、プリンス、エルトン・ジョン、シェール、スティングなど様々な著名人のための衣装デザインも行った。音楽業界、特にポピュラーミュージックとの積極的な協業を行った最初のデザイナーの一人とも評される。多くの著名人の友人であると共に、ジャンニとそのパートナーアントニオ・ダミコら自身も国際的な様々なパーティーシーンにおける有名人であった。
ジャンニ・ヴェルサーチはまた、その悲劇的かつセンセーショナルな最期でもよく知られている。1997年7月15日に、フロリダにあった自身の別荘前で突如銃撃され、50歳で亡くなった。犯人は連続殺人犯で、ジャンニがその最後の犠牲者であった。

## 生涯

### 前半生
ジャンニ・ヴェルサーチこと、ジョバンニ・マリア・ヴェルサーチは1946年の12月2日にイタリア、レッジョ・カラブリアに生まれ、そこで父とドレスメーカーの母フランチェスカ、そして兄のサント・ヴェルサーチと妹のドナテラ・ヴェルサーチと共に育った。彼には一人ティナという姉が居たが、破傷風が適切に治療されなかったことで12歳の時に亡くなっている。
ジャンニは、歴史的な遺構が数多く残るレッジョ・カラブリアに育ったこともあり、古代ギリシャ文明の影響を大きく受けた。レッジョ・カラブリアの高等学校 Liceo Classico Tommaso Campanelladでは、教科コースを完了してはいないが、古代ギリシャと古代ローマについて学んだ。また、アンディ・ウォーホルにも影響を受けた。ジャンニの母は12人ほどのお針子を雇う縫製業を営んでおり、彼も幼いころからそこに出入りしていた。26歳でミラノに移住してファッション産業で働き始める以前には、建築についても学んでいた。
1973年、ジャンニはイタリアの既製服メーカー”Genny”の若者向けライン"Byblos"のデザイナーに就任し、成功を収める。続いて1977年には同じく”Genny”のより実験的なライン"Complice"のデザイナーとなった。1978年、そうした成功を元にして、自身の名を冠したレーベルから最初の女性向けコレクションをミラノのPalazzo della Permanenteにて発表。彼の最初のコレクションは、同じ年の9月に再度披露された。また、同じ1978年に最初の店舗をミラノのVia della Spigaにオープンした。

### ファッション帝国
1978年に最初の店舗を開いて後、ジャンニは即座にファッションシーンに国際的なセンセーションを巻き起こした。ジャンニのデザインは鮮やかな色彩と、大胆なプリント、セクシーなカッティングにより、それまでの控えめな色彩とシンプルな形によるファッションシーンを一新した。同時に、彼の作品の「クラシックな豪華さと、過剰なまでのセクシーさの組み合わせ」は数多くの賞とともに、様々な批判も彼にもたらした。ジャンニの創作姿勢は「ファッションのルールに果敢に挑戦するもの」と評された。また、ジャンニのライバルと目されたジョルジョ・アルマーニのスタイルと比較して「アルマーニの服は妻のために、ヴェルサーチの服は愛人に」とも表現された。
1978年、ジャンニは、家族の協力をもとに自身の会社を立ち上げた。彼の兄サントが社長に、妹のドナテラが副社長となった。ドナテラは特に、創作面におけるジャンニの視野を更に広げる役割を担い、さしずめ会社にとって重要なコンサルタントの様なものだった。それに、ジャンニはドナテラの夫であり、元モデルのポール・ベックをメンズウェアのディレクターとして雇い入れた。
ジャンニによるファッションの革新の一つとして著名なものに、1982年の非常に軽量のチェーンメイルを用いた”Oroton”と名付けられたドレスがある。この素材はデザイナーを代表する素材の一つとして認知されるにいたった。また、ジャンニの手がけるスーツは、彼自身が経験してきた女性服のテーラリングの経験が強く反映されており、イギリスのサヴィル・ロウに始まる男性をより男性性的にみせるスタイルとは、一線を画するものだった。ジャンニは自身のアイデンティティでもあり、古代ギリシャ・ローマなど様々な影響を受けた南イタリアのことを、イタリアにおける南北問題を別として、誇りとしていた。そうしたことは、彼のデザインにおけるモチーフの中にも反映されているとされ、ブランドのロゴであるメデューサの頭、ギリシア雷文などが挙げられる。現代アートもジャンニの重要なインスピレーションであり、彼のグラフィックプリントは、ロイ・リキテンシュタインやアンディ・ウォーホルの影響が指摘される。
1982年、ジャンニは自身のビジネスの拡大として、ジュエリーと、日用品のデザインに乗り出す。日用品とは、ファッションと同じく、非常に豪華なデザインの家具、陶器、そして室内装飾用のテキスタイルであった。もっとも、ジャンニはこうした自社の多分野における創作面のコントロールを自分で常に全て負っていたわけではなかった。1989年にはパリのサンディカに加盟し、” Atelier Versace”の名でオートクチュールの分野に進出する。また、メインラインよりも値段を抑えたディフュージョンライン"Versus"を同じ年にスタートさせる。
この頃になると、ヴェルサーチは特に国際的な著名人との関わりでも有名になっていた。コレクションの際に最前列の席に座る人々や、あるいは広告キャンペーンに採用するといった形で、である。さらに1990年代の初頭からは、いわゆるスーパーモデルブームの火付け役・中心として、その時代のもっとも著名なナオミ・キャンベルやクリスティー・ターリントン、リンダ・エヴァンジェリスタといったモデルたちをコレクションのランウェイと、広告キャンペーンの両方に起用して話題をさらった。
90年代には、ブランドの最も著名なアイコンの一つである鮮やかなプリント生地が次々に登場する。ヴォーグのロゴを様々に配した1991年の"Vogue"や1993年の"Florida"など。特に91年の秋・冬で登場した"Barocco"（バロック模様）は定番として現在でも様々な形で展開されている
。
1997年、ジャンニが悲劇的な形で急逝した時には、彼の会社の価値は807万ドルに達し、世界中に130の店舗を有するまでの規模に成長していた。ジャンニの死後は、彼の妹であるドナテラがヘッドデザイナーとしてブランドを運営している。ブランドは彼の名を冠した"Gianni Versace"から"Versace"へと名前を変えて、今に至っている。

### 舞台衣装
ジャンニはその生涯におけるキャリアーを通して、様々な衣装をステージやアーティストのためにデザインした。ジャンニは、ステージを「自身にとっての自由の場所」と評し、そうして制作された衣装はどれも彼のスタイルである大胆な色遣いと、ドレープ、様々な装飾、それに百科事典級のファッション史の知識によって構成されていた。そうしたジャンニの仕事としては、ミラノのLa Scala Theatre Balletにおけるリヒャルト・シュトラウスによるバレエ音楽『ヨゼフ伝説』の公演(1982年)や、ガエターノ・ドニゼッティのオペラ『ドン・パスクワーレ』がある。他にもスイスのバレエ団体Béjart Balletの 5つの公演（”Dionysos” (1984), "Leda and the Swan" (1987), "Malraux ou la Métamorphoses des Dieux" (1986), "Chaka Zulu" (1989) , "Ballet du XXme Siècle".）でも協力している。1990年にはサンフランシスコ・オペラのカプリッチョ公演のために衣装デザインを行った。ポピュラーミュージックでも、1992年のエルトン・ジョンのワールドツアーのためにコスチュームをデザインした。

## ジャンニ・ヴェルサーチ殺害事件

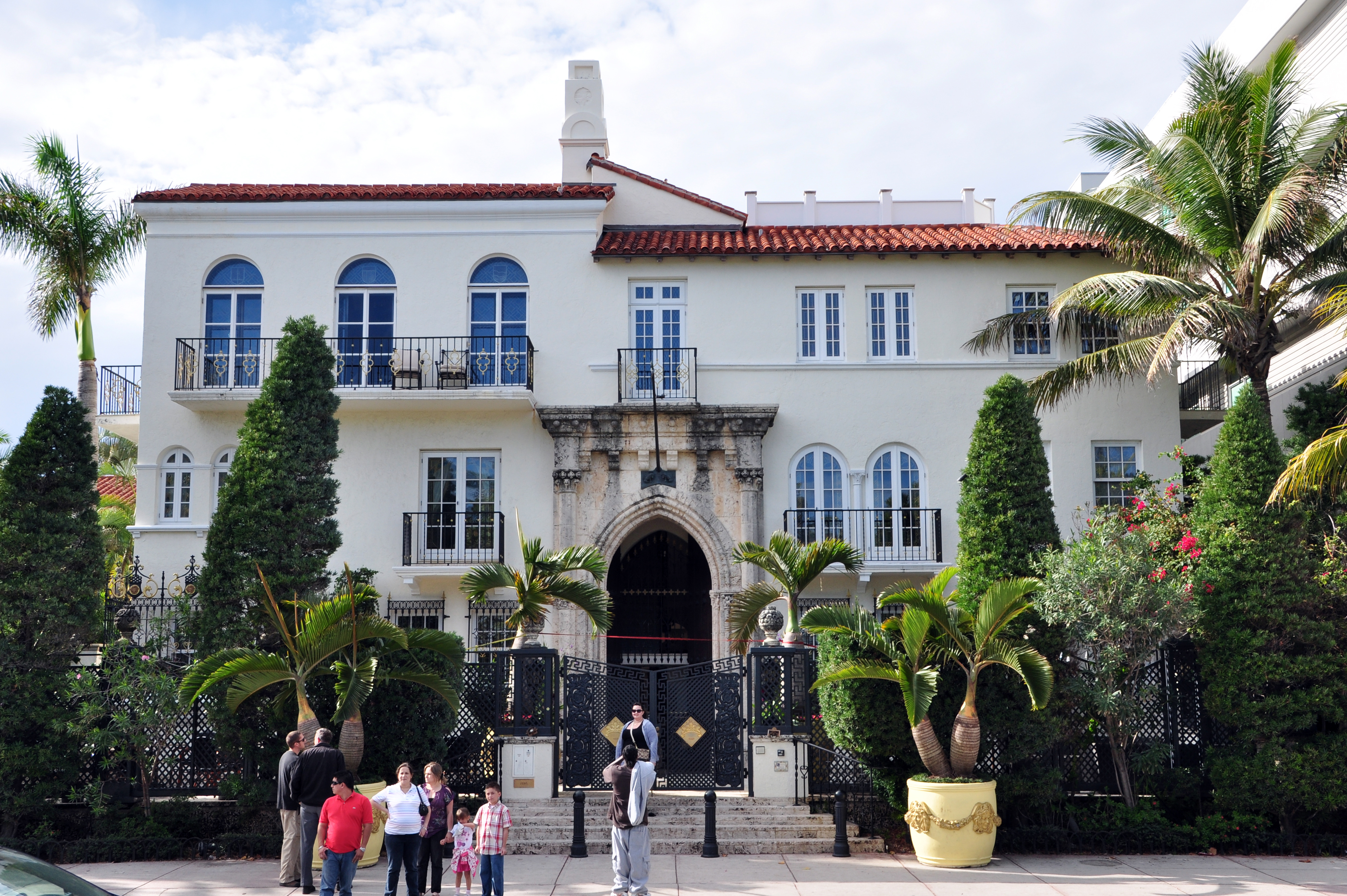
マイアミの別荘カーサ・カジュアリーナ（2009年）

1997年7月15日、マイアミ・ビーチにある別荘カーサ・カジュアリーナの入口で、アンドリュー・クナナン（Andrew Cunanan）によって射殺された。ジャンニは、歩いて5分ほどのニューズカフェでコーヒーを飲みながらイタリアの新聞を読むのをバカンス中の朝の日課にしており、その帰りだった。犯人のクナナンはフィリピン系の父とイタリア系の母を持つ28歳の男で、IQが147あり、7か国語を操る秀才だった。父は軍人で貧しいながらも、優秀な息子の将来を思って高い私立高校に通わせた。カリフォルニア大学サンディエゴ校に進学したが、父親が転職先で失敗し家族を捨ててフィリピンに帰国してしまう。クナナンは父を追ったがフィリピンでの悲惨な暮らしぶりを見て絶望し、大学を中退、サンフランシスコの有名なゲイ・タウン、カストロ通りで金持ち相手に男娼を始める。話術に長け、好青年風のクナナンはカルフォルニアのゲイ・コミュニティで人気者になり、映画界やビジネス界のセレブたちとも交流があった。ジャンニとは、サンフランシスコのオペラのあとの社交パーティで、クナナンの当時の恋人だった弁護士を通じて知り合ったと言われている。ジャンニ殺害の数か月前に、三角関係のもつれから建築家と元海兵隊員をミネアポリスで殺害し逃走。警察に追われるなか、シカゴへ行き、当地の不動産王と言われていた70代の男性を暴行の末、喉をかき切って殺害し、金品を奪った。さらに逃走車両強奪の目的でニュージャージーで一人を射殺し、マイアミに逃げた。ジャンニを殺害した2週間後、警察に包囲されるなか、潜伏していたボートハウスで拳銃自殺した。
ジャンニの別荘Casa Casuarina は死後売却され、通信会社社長が所有し、ホテルなどに使っていた。その後1億2500万ドルで売りに出たが買い手がつかず、2013年現在1億ドルに値下げされた。2013年秋にアメリカの実業家ジョセフ・ナカシュが購入し、2015年に4つ星ホテルThe Villa Casa Casuarinaとして開業した。ナカシュはイスラエル生まれのシリア系ユダヤ人で、アメリカの服飾企業Jordacheの経営者である。
事件は『アメリカン・クライム・ストーリー/ヴェルサーチ暗殺』としてアメリカのテレビ局FXでドラマ化された。